# Karel Poláček (politik)
Karel Poláček (7. července 1913 Starý Plzenec – 28. října 1976 Plzeň) byl český a československý fotbalista, odborář, politik Komunistické strany Československa, poúnorový poslanec Národního shromáždění ČSR, Národního shromáždění ČSSR, Sněmovny národů Federálního shromáždění a České národní rady a ministr vlád Československa.

## Biografie
Původním povoláním byl soustružník. Tuto profesi vykonával po vyučení. Později byl technickým úředníkem.

### Profesionální fotbalová kariéra
V letech 1934–1943 byl profesionálním fotbalistou, brankářem ligového týmu SK Plzeň. V československé a protektorátní české fotbalové lize nastoupil za SK Plzeň ve 159 utkáních.
Ligová bilance
| Ročník               | Zápasy | Góly | Klub     |
| -------------------- | ------ | ---- | -------- |
| Státní liga 1934/35  | 17     | 0    | SK Plzeň |
| Státní liga 1935/36  | 13     | 0    | SK Plzeň |
| Státní liga 1936/37  | 22     | 0    | SK Plzeň |
| Státní liga 1937/38  | 22     | 0    | SK Plzeň |
| Státní liga 1938/39  | 21     | 0    | SK Plzeň |
| Národní liga 1939/40 | 22     | 0    | SK Plzeň |
| Národní liga 1940/41 | 22     | 0    | SK Plzeň |
| Národní liga 1941/42 | 11     | 0    | SK Plzeň |
| Národní liga 1942/43 | 8      | 0    | SK Plzeň |
| Národní liga 1943/44 | 1      | 0    | SK Plzeň |
| CELKEM               | 159    | 0    |          |

### Politická kariéra
Po roce 1945 převážně působil jako politický pracovník. Ve volbách do Národního shromáždění roku 1948 byl zvolen do Národního shromáždění za KSČ ve volebním kraji Plzeň. Jeho zařazení na kandidátku KSČ v roce 1948 bylo podle historika Jakuba Šloufa nečekané. Z řad pracovníků plzeňské Škodovky se očekávala spíše nominace Josefa Dvořáka.
Poslanecký mandát získal i ve volbách v roce 1954 (volební obvod Plzeň) a ve volbách v roce 1960 (nyní již jako poslanec Národního shromáždění ČSSR za Západočeský kraj). V parlamentu zasedal do konce funkčního období, tedy do voleb v roce 1964.
Roku 1949 se stal předsedou Krajského výboru KSČ v Plzni. V 50. a 60. letech zastával i četné stranické a vládní posty. IX. sjezd KSČ ho zvolil náhradníkem Ústředního výboru Komunistické strany Československa, plným členem se stal na celostátní konferenci KSČ v prosinci 1952. Ve funkci ho potvrdil X. sjezd KSČ, XI. sjezd KSČ a XII. sjezd KSČ. Do ÚV KSČ byl kooptován 31. srpna 1968 a na členství rezignoval v prosinci 1970. V období srpen 1968 – duben 1969 byl navíc kandidátem předsednictva ÚV KSČ a od dubna 1969 do ledna 1970 plným členem předsednictva ÚV KSČ. Zastával post ve vládě Antonína Zápotockého a Viliama Širokého, kde od ledna 1953 do konce této vlády v prosinci 1954 byl ministrem strojírenství (do září 1953 oficiálně ministr těžkého strojírenství). V této funkci pokračoval plynule i v následující druhé vládě Viliama Širokého až do října 1955 a pak v téže vládě ještě v letech 1958–1960 zastával post ministra všeobecného strojírenství, v němž pokračoval i v třetí vládě Viliama Širokého až do konce její existence v září 1963 a ve vládě Jozefa Lenárta až do zrušení tohoto rezortu v listopadu 1965. Od roku 1955 byl rovněž jistou dobu náměstkem předsedy druhé vlády V. Širokého (dnešní terminologií vicepremiérem).
V roce 1963 mu byl k 50. narozeninám udělen Řád práce. Kromě toho mu bylo uděleno Vyznamenání Za zásluhy o výstavbu, Řád 25. února, sovětský Řád rudého praporu a Korejský řád práce.
Angažoval se v odborovém hnutí. Na počátku pražského jara v březnu 1968 ho Ústřední rada odborů zvolila svým předsedou. Ve funkci byl potvrzen v březnu 1969, takže svůj post si udržel i za počínající normalizace.
Po federalizaci Československa usedl roku 1969 do Sněmovny národů Federálního shromáždění a ve stejném období zasedal i v České národní radě. V těchto zákonodárných sborech setrval až do konce funkčního období, tedy do voleb v roce 1971.
Historik Jan Rychlík ho řadí mezi centristy, kteří se v rámci KSČ ještě udrželi jistou dobu po srpnové okupaci v roce 1968, a jeho odchod z vysokých stranických postů okolo roku 1970 dává do souvislosti s nástupem konzervativních a prosovětských komunistů.
Zemřel po krátké těžké nemoci v říjnu 1976.